# Athienemannia brunsoni
Athienemannia brunsoni är en kvalsterart som beskrevs av Cook 1955. Athienemannia brunsoni ingår i släktet Athienemannia och familjen Athienemanniidae. Inga underarter finns listade.